# Бамако
Бамако́ (фр. Bamako) — столица Мали. Население составляет 1 809 106 человек (2009). Город расположен на берегах реки Нигер, в юго-западной части страны. 

## Этимология
Согласно легенде, одно из первых поселений возникло благодаря охотнику по имени «Бамба» и соответственно получило название «Бама ко», то есть «река Бамба». Согласно иной версии, название города восходит ко слову «Бама», которое на языке бамбара означает «крокодил». В соответствии с этой теорией «Бамако» переводится как «река крокодилов». Данная теория считается основной, в связи с чем на гербе Бамако изображены три крокодила.

## Климат
Для Бамако характерен климат, типичный для юга Сахеля. Он имеет черты субэкваториального, однако характеризуется как тропический и очень жаркий, средние температуры не опускаются ниже 25 °С на протяжении всего года. Самые жаркие месяцы — март, апрель и май, когда средний максимум достигает 38-39 °С. Наиболее прохладные месяцы — ноябрь, декабрь и февраль. Среднегодовой уровень осадков составляет 880 мм, почти все они выпадают в промежуток с мая по октябрь. Период с декабря по февраль характеризуется полным отсутствием осадков.
| Показатель                           | Янв. | Фев. | Март | Апр. | Май  | Июнь  | Июль  | Авг.  | Сен.  | Окт. | Нояб. | Дек. | Год   |
| ------------------------------------ | ---- | ---- | ---- | ---- | ---- | ----- | ----- | ----- | ----- | ---- | ----- | ---- | ----- |
| Абсолютный максимум, °C              | 38   | 42   | 43   | 42   | 45   | 40    | 40    | 37    | 42    | 38   | 38    | 40   | 45    |
| Средний суточный максимум, °C        | 32,7 | 35,9 | 37,9 | 38,7 | 37,8 | 34,8  | 31,6  | 30,8  | 31,9  | 34,4 | 34,7  | 32,5 | 34,5  |
| Средняя температура, °C              | 25,1 | 27,8 | 30,2 | 31,6 | 31,4 | 29,1  | 26,8  | 26,1  | 26,6  | 27,7 | 26,5  | 24,8 | 27,8  |
| Средний суточный минимум, °C         | 17,3 | 20,0 | 23,1 | 25,2 | 25,3 | 23,4  | 22,0  | 21,6  | 21,6  | 21,5 | 19,2  | 17,4 | 21,5  |
| Абсолютный минимум, °C               | 8    | 8    | 11   | 17   | 17   | 16    | 17    | 17    | 18    | 15   | 11    | 6    | 6     |
| Норма осадков, мм                    | 0,6  | 0,7  | 2,1  | 19,7 | 54,1 | 132,1 | 224,1 | 290,0 | 195,9 | 66,1 | 5,2   | 0,5  | 991,1 |
| Источник: World Climate, Weatherbase |      |      |      |      |      |       |       |       |       |      |       |      |       |

## История
Человеческие поселения на этом месте существовали ещё в эпоху палеолита, однако появление города относится к XVII веку.
Город Бамако построен на хорошо орошаемой холмистой поверхности покрытой лесом, который доставлял первым поселенцам превосходный строительный материал (в частности каучуковые и красильные деревья)
В конце XIX века жители по большей части возделывали просо и маис, занимались кожевенным ремеслом, выделкой тканей и рыбной ловлей. Часть их — негры (сарроколы), другая — мавританского происхождения. Последние — мусульмане и прежде занимались торговлей невольниками.
В 1882 году подполковник Борньи-Деборд заставил жителей Бамако признать протекторат Франции и построил форт. Торговый оборот Бамаку в 1884 году доходил до 5 миллионов франков.

## Демография

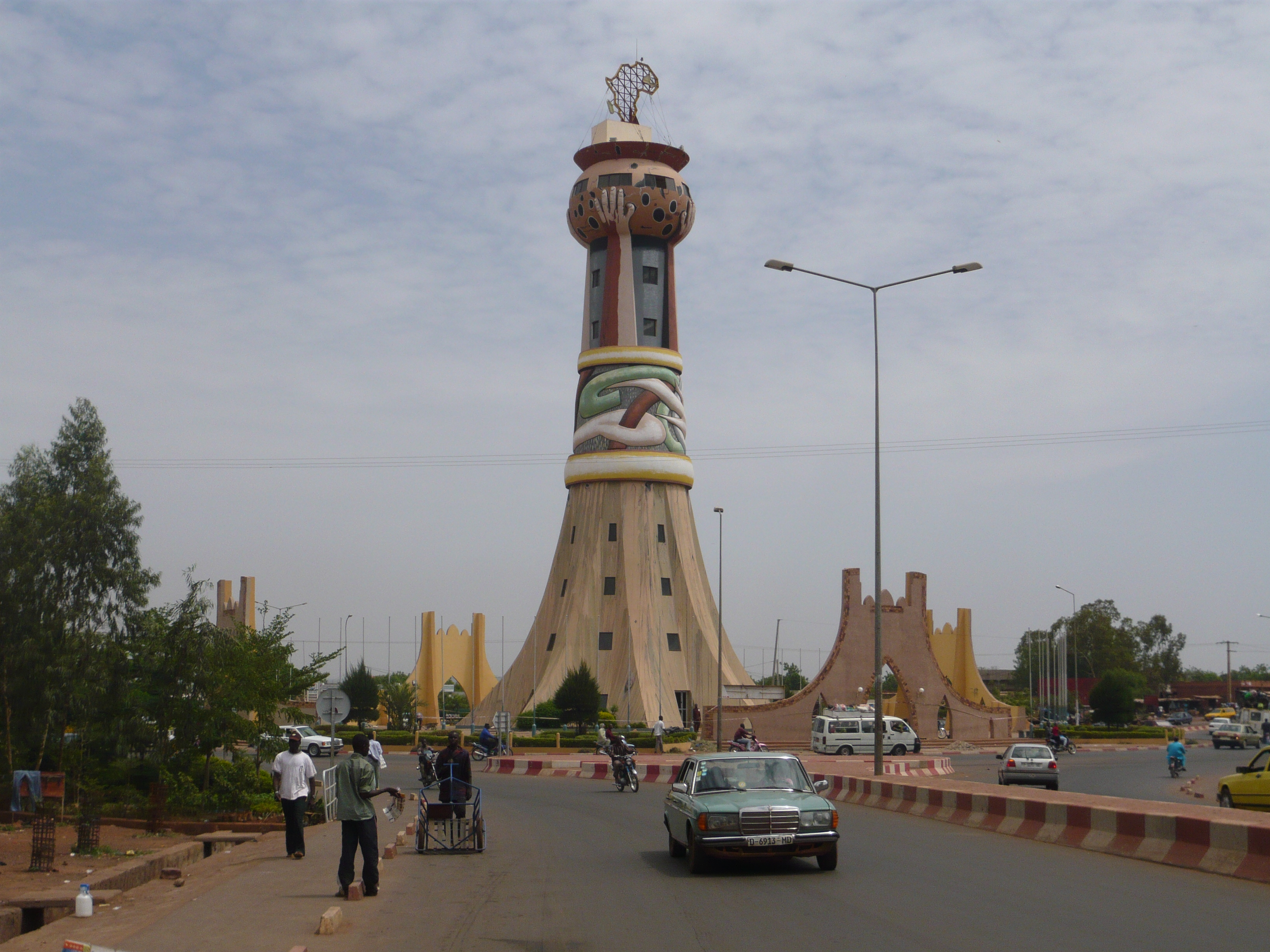
Башня Африки в Бамако

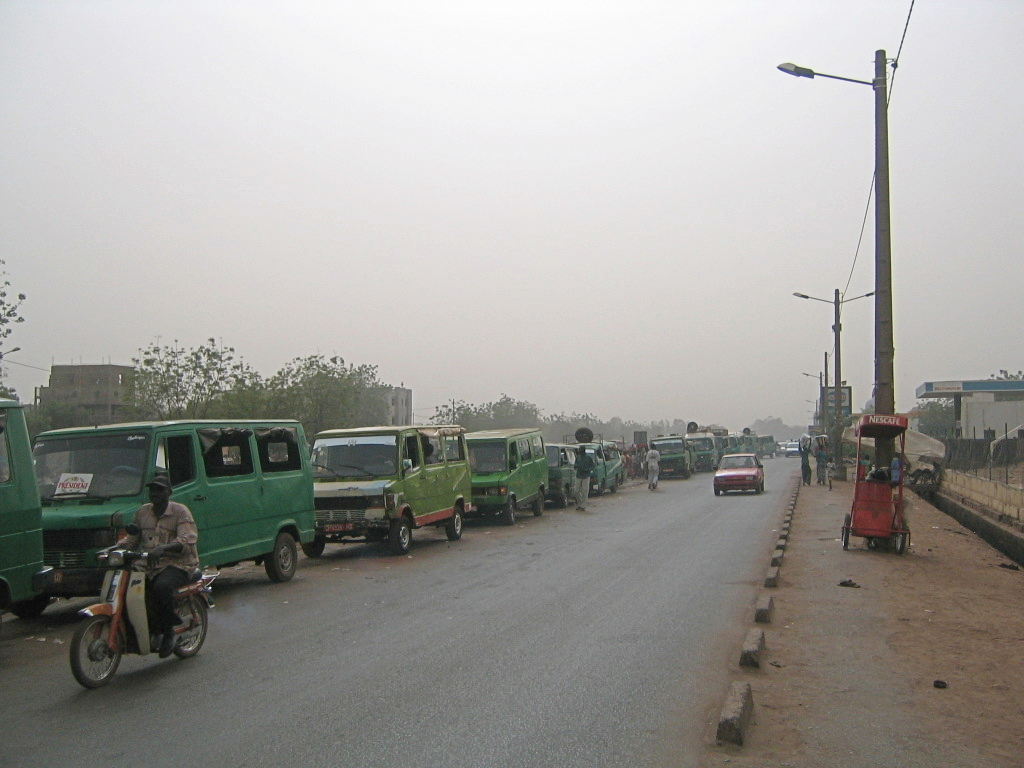
«Сотрума» — маршрутные такси в Бамако

Город на протяжении долгого времени переживает демографический взрыв: 2,5 тысячи жителей в 1884 году; 8 тысяч в 1908; 37 тыс. в 1945; около 100 тысяч в 1960 (год обретения независимости Мали). С того времени город продолжает притягивать сельское население, стремящееся туда в поисках работы. Такой неконтролируемый рост численности населения провоцирует серьёзные проблемы с городской экологией, канализацией, пробками на дорогах, доступом к питьевой воде и т. п.
Расположенный в тысяче километров от Дакара и Абиджана или в 400 км от границы с Гвинеей, в последние годы Бамако стал перекрёстком Западной Африки. В городе проживают разнообразные этнические группы как из самого Мали, так и из сопредельных государств.
Глухие мужчины города создали собственный жестовый язык, помимо него распространяется амслен.

## Административное деление
Административно город делится на 6 коммун:
| Коммуна     | Население, чел. (2009) | Площадь, км² |
| ----------- | ---------------------- | ------------ |
| Коммуна I   | 335 407                | 35,0         |
| Коммуна II  | 159 805                | 18,3         |
| Коммуна III | 128 872                | 20,7         |
| Коммуна IV  | 300 085                | 42,0         |
| Коммуна V   | 414 668                | 42,0         |
| Коммуна VI  | 470 269                | 87,0         |
| Всего       | 1 809 106              | 245,0        |

## Транспорт
Железнодорожная ветка Дакар-Бамако соединяет город со столицей Сенегала через город Каес на западе Мали. Имеется дорожная связь с крупными городами страны, такими как Куликоро, Кати, Сегу, Сикассо и др.
Аэропорт Бамако (Bamako-Sénou International Airport) расположен в 15 км от города и был открыт в 1974 году. По данным правительства на 2005 год трафик аэропорта составил 516 000 человек. Важное транспортное значение имеет также река Нигер. Город расположен на обоих берегах реки, которые соединены тремя мостами (первый построен в 1960 году, второй — в 1992 году, третий в 2011 году).

## Города-побратимы
- Рочестер, США (с 1975)
- Анже, Франция (с 1974)
- Дакар, Сенегал (с 1974/75 годов)
- Бобо-Диуласо, Буркина-Фасо (c 1994)
- Лейпциг, Германия (с 1966)
- Ашхабад, Туркменистан (с 1974)
- Сан-Паулу, Бразилия
- Банжул, Гамбия

Соглашения о сотрудничестве также подписаны с французскими городами Лион, Марсель и Бордо, а также со столицей Буркина-Фасо, Уагадугу.